# لاري بوردمان
لاري بوردمان (بالإنجليزية: Larry Boardman)‏ (21 مارس 1936 - ) هو ملاكم أمريكي، صنّف ضمن فئة وزن الخفيف.

## روابط خارجية
- لاري بوردمان على موقع بوكس ريك (الإنجليزية) (registration required)